# Deutsch-Israelische Gesellschaft
Die Deutsch-Israelische Gesellschaft e. V. (Abkürzung DIG; auch hebräisch ʾAgudat-ha-Yedidut-Germaniah-Yisraʾel) ist eine Organisation in Deutschland, in der sich gemäß ihren Leitsätzen „Freunde Israels in überparteilicher Zusammenarbeit zusammenfinden, um in Solidarität mit dem Staat Israel und seiner Bevölkerung zu wirken.“

## Geschichte
Die Gesellschaft ist aus den Deutsch-Israelischen Studiengruppen (DIS) hervorgegangen, die seit 1957 an der Freien Universität und der Kirchlichen Hochschule in West-Berlin sowie an 17 weiteren Hochschulen und Universitäten der Bundesrepublik Deutschland existierten. Die DIS an der Kirchlichen Hochschule war stark von ihrem Rektor, dem Theologieprofessor Rolf Rendtorff, geprägt. Im Sommer 1963 begann er zusammen mit Gleichgesinnten verschiedene Bundestagsabgeordnete von der Notwendigkeit einer Aufnahme von diplomatischen Beziehungen zum Staat Israel zu überzeugen. Aus diesen Politikerbegegnungen entstand schließlich die Idee zur Gründung einer „Deutsch-Israelischen Gesellschaft“ (DIG). Am 21. März 1966 erfolgte in Bonn die offizielle Gründung, etwa ein Jahr nach Aufnahme der diplomatischen Beziehungen zwischen der Bundesrepublik Deutschland und Israel.
Durch Aufrufe zu humanitärer Hilfe während des Sechstagekrieges wurde die DIG bundesweit bekannt. Zwischen 1967 und 1973 wurde durch Gründung von Arbeitsgemeinschaften die auf zentrale Aufgaben ausgerichtete Arbeit durch regionale Aktivitäten ergänzt.
Im Jahr 1990 beschlossen die Mitglieder der in diesem Jahr gegründeten Gesellschaft DDR-Israel mit Wirkung zum 31. Januar 1991 den Beitritt zum Verein.
2020 wurde Michaela Engelmeier in das neu geschaffene Amt der Generalsekretärin berufen. Durch das neue Amt soll die Arbeit der DIG professionalisiert und ausgeweitet werden.
Mit fast 10.000 Mitgliedern (Stand 2025) und über 50 regionalen Arbeitsgemeinschaften ist die DIG deutschlandweit vertreten. Diese organisieren in Eigenverantwortung Veranstaltungen wie Vorträge, Seminarveranstaltungen, Ausstellungen, Konzerte, Studienreisen und spezielle Jugendveranstaltungen.

## Ziele
„Aufgabe der Gesellschaft ist es, die Beziehungen zwischen Deutschland und Israel in allen Fragen des öffentlichen und kulturellen Lebens zu vertiefen. Die Gesellschaft dient der Förderung internationaler Verbundenheit, der Toleranz und der Verständigung der Völker, insbesondere im Nahen Osten.“

## Präsidium

### Präsident
Präsident ist seit 2022 Volker Beck, Gründungspräsident war Gerhard Jahn.
- seit 2022: Volker Beck (Bündnis 90/Grüne)
- 2019–2022: Uwe Becker (CDU)
- 2015–2019: Hellmut Königshaus (FDP)
- 2010–2015: Reinhold Robbe (SPD)
- 2006–2010: Johannes Gerster (CDU)
- 1994–2006: Manfred Lahnstein (SPD)
- 1991–1994: Hans Koschnick (SPD)
- 1977–1991: Erik Blumenfeld (CDU)
- 1972–1977: Heinz Westphal (SPD)
- 1967–1971: Ernst Benda (CDU)
- 1966–1966: Gerhard Jahn (SPD)

### Weitere Präsidiumsmitglieder
Vizepräsidenten sind Lisa Badum (Bündnis 90/Die Grünen), Marcus Faber (FDP), Jürgen Hardt (CDU), Mathias Stein (SPD), Constantin Ganß, Paula Ranft.
Schatzmeister ist seit 2024 Hartmut Ebbing (FDP).
Weitere Präsidiumsmitglieder sind Yoram-Illy Ehrlich, Daniel Killy, Angelika Scherb, Kay Schweigmann-Greve, Fynn Lasse Schauder, Bernhard Sommer.

## Von der DIG verliehene Auszeichnungen

### Ernst Cramer Medaille
Die nach dem jüdischen Publizisten Ernst Cramer benannte Medaille würdigt seit 2013 Persönlichkeiten in Israel und Deutschland, die sich in besonderer Weise um die bilateralen Beziehungen beider Länder verdient gemacht haben.
- Erster Preisträger ist der israelische Staatspräsident und Friedensnobelpreisträger Shimon Peres.[7]
- 2016 wurde Amnon Weinstein ausgezeichnet, der Violinen und Violoncelli sammelt, die in Häftlingsorchestern der Konzentrations- und Vernichtungslager zum Einsatz kamen oder aus dem Besitz von Opfern der Shoah stammten: Er macht sie wieder spielbar und bringt sie in Konzerten zum Klingen. Er nennt sie „Geigen der Hoffnung“.[8]
- 2019 wurde Otmar Wiestler als Präsident der Helmholtz-Gemeinschaft Deutscher Forschungszentren ausgezeichnet, die 2018 eine Niederlassung in Tel Aviv gegründet hat, um bestehende deutsch-israelische Kooperationen zu stärken und für die Helmholtz-Zentren neue Beziehungen zu Forschungseinrichtungen und innovativen Unternehmen zu knüpfen.[9]
- 2024 wurde Lars Henrik Gass die Ernst Cramer Medaille verliehen – für seine Zivilcourage und sein Einstehen für Menschlichkeit und gegen Judenhass nach dem Terrorangriff der Hamas auf Israel am 7. Oktober 2023

### Friedenspreis
Von 2001 bis 2010 verlieh die Gesellschaft insgesamt viermal den mit 5.000 Euro dotierten Friedenspreis der Deutsch-Israelischen Gesellschaft. Die Preisträger waren:
- 2001 „Arab Jewish Cultural Center Beit Hagefen“ in Haifa für das Projekt „Young Leadership“
- 2003 Die Friedensschule von Neve Shalom / Wahat al Salam
- 2005 Die Hand-in-Hand-Schule Jerusalem
- 2010 Die jüdische Amakim Tavor-Schule im Kibbuz Mizra und die arabische Iksal-Schule

### Ehrennadel
Verdiente Mitglieder und Persönlichkeiten für die Arbeit des Vereins erhalten auf Vorschlag die Ehrennadel der Deutsch-Israelischen Gesellschaft. Zu den Ausgezeichneten gehört unter anderem Marianne Karmon, ehemalige Vorsitzende der Israelisch-Deutschen Gesellschaft in Jerusalem und der Aktion Sühnezeichen Friedensdienste in Israel.

## Junges Forum

### Allgemeines
Das Junge Forum Deutsch-Israelische Gesellschaft (Abkürzung JuFo DIG) ist die Plattform für Mitglieder von 14 bis 35 Jahren. Bundesvorsitzende waren bzw. sind:
- seit 2024: Lasse Schauder
- 2022–2024: Constantin Ganß
- 2019–2022: Aras-Nathan Keul
- 2015–2019: Tibor Luckenbach
- 2009–2015: Lukas Welz
- 2005–2009: Stefan Hensel

In bundesweiten Aktivitäten fördert das Junge Forum den Austausch zwischen jungen Menschen in Israel und Deutschland. Dabei sollen insbesondere diejenigen einbezogen werden, die selbst im jeweils anderen Land gelebt haben und ihre Erfahrungen in die deutsch-israelischen Beziehungen einbringen wollen.

### Aktivitäten
Ein jährliches deutsch-israelisches Sommerlager findet im Rahmen des Sommerlagerprogramms der Aktion Sühnezeichen Friedensdienste statt. Für mehrere Wochen arbeiten junge Israelis und Deutsche zusammen, lernen und erleben Geschichte zu einem jährlich wechselnden Thema:
- 2014: „...wegen dieses Krieges. 100 Jahre Erster Weltkrieg“
- 2013: „Fragmente – jüdisch-russische Identitäten in Deutschland und Israel“
- 2012: „Kreuz und Queer – Religion und Sexualität in Deutschland und Israel“

„Israelpedia“ ist ein mehrmals jährlich stattfindendes JuFo-Seminar und gewährt jährlich jungen Menschen einen tieferen Einblick in ein Thema, das mit Israel, den deutsch-israelischen Beziehungen oder dem Nahen und Mittleren Osten in Verbindung steht. Neben politischen, historischen und gesellschaftlichen Workshops werden Exkursionen, kulturelle Veranstaltungen und Vernetzungstreffen organisiert.
- 2024: „Der Komplex Islamismus“
- 2024: „Israel nach dem 7. Oktober“
- 2023: „Frieden für Israel? Perspektiven auf Sicherheit und Stabilität im Nahen Osten“
- 2023: „Zur Bekämpfung des Antisemitismus heute – Wie viel Gesellschaftstheorie braucht Antisemitismuskritik?“
- 2023: „Der Zionismus und das Bauhaus?“
- 2022: „Historikerstreit 2.0? Erinnerungsdebatten Deutschland zwischen Postkolonialer Theorie und Antisemitismusforschung.“
- 2022: „Was kann Deutschland von Israel lernen?“
- 2015: „Zionismus heute: Perspektiven aus Religion, Gesellschaft, Wirtschaft und Politik“
- 2015: „1965 revisited – Eine kritische Würdigung der deutsch-israelischen Beziehungen im 50. Jahr nach ihrer offiziellen Aufnahme (Köln)“
- 2014: „‚Alte Wunde‘ Israel – Zur Gegenwart von Antisemitismus und Antizionismus“ (Hamburg)
- 2012: „Umbrüche im Nahen Osten – Perspektiven für Israel (in Berlin)“

Die Deutsch-Israelische Zukunftswerkstatt gibt jungen Menschen, die Israel bzw. Deutschland intensiver kennen gelernt haben, die Möglichkeit, Projekte zu entwickeln und sich für die deutsch-israelischen Beziehungen zu engagieren. So sollen neue Wege für Gegenwart und Zukunft ausprobiert und beschritten werden. Die letzte Zukunftswerkstatt fand 2015 in Berlin statt.
- 2015: „Kollektive und globale Transformationen – 50 Jahre deutsch-israelische Beziehungen“
- 2014: „Grüne Agenda in Deutschland und Israel – Umweltpolitik, Erneuerbare Energien und Klimaschutz“
- 2009: „1. Deutsch-Israelische Zukunftswerkstatt in Berlin“

2019 veranstaltete das Junge Forum die erste Deutsch-Israelische Studentenkonferenz in Frankfurt am Main. Auch Vertreter der Nationalen Studentenunion Israels nahmen teil. Mit RCDS, Juso-Hochschulgruppen, Grünen Hochschulgruppen sowie dem fzs wurde eine Resolution zur Verurteilung der BDS-Bewegung verabschiedet.

### Gliederungen
Das Junge Forum ist vor Ort in Regionalgruppen und Hochschulgruppen aktiv, die mit eigenen Veranstaltungen und Aktivitäten präsent sind.
Regional- und Hochschulgruppen bestehen derzeit in fast 40 Städten, darunter Augsburg, Bamberg, Berlin, Erlangen, Frankfurt am Main, Freiburg, Hamburg, Hannover, Kiel, Leipzig, München, Nürnberg und Stuttgart (Stand: November 2025).

## Kontroversen
Einige örtliche Gliederungen der DIG kritisierten die umstrittene, in etwa hundert Städten gezeigte Ausstellung „Nakba – Flucht und Vertreibung der Palästinenser 1948“. Die Ausstellungsmacher warfen der DIG und anderen Kritikern vor, dass sie nicht den Diskurs suchen würden, sondern lediglich die Ausstellung unterbinden wollten. Allerdings sprach bei der Eröffnung der Ausstellung in Osnabrück sogar der örtliche DIG-Vorsitzende Hans-Gert Pöttering (CDU) ein Grußwort. Zur Ausstellung in Bremen erklärte der örtliche DIG-Vorsitzende Hermann Kuhn gegenüber der taz, dass die von ihr vorgenommene einseitige Schuldzuweisung „der Idee eines friedlichen Nebeneinanders nicht zuträglich“ sei. Die Organisatoren der Ausstellung, darunter Detlef Griesche von der Deutsch-Palästinensischen Gesellschaft, warfen ihren Kritikern Verhinderungsversuche hinter den Kulissen vor. Griesche behauptete sogar, der Protest sei „von Israel geleitet und gelenkt“, räumte aber die Einseitigkeit der Ausstellung ein. Kuhn bezeichnete Griesches Vorwürfe als „Lüge“ und warf ihm auch unter Bezug auf eine von Griesche 2014 organisierte Demonstration mit antiisraelischen Hetzparolen Antisemitismus vor.
Der Berliner DIG-Vorsitzende Jochen Feilcke (CDU) konnte sich 2010 mit einer Rücktrittsforderung an den DIG-Vizepräsidenten Dirk Niebel (FDP) nicht durchsetzen und trat daraufhin selbst zurück. Niebel hatte bei einer Dienstreise nach Israel eine als undiplomatisch empfundene und später von ihm zurückgenommene Äußerung gemacht, als er privat in den von der radikalislamischen Hamas kontrollierten Gazastreifen einreisen wollte, um ein Klärwerk zu besichtigen. Israelische Stellen verhinderten den nicht abgesprochenen Ausflug und begründeten dies damit, dass die Hamas derartige Besuche für Propaganda ausnutzen würde. Niebel verzichtete auf eine Wiederkandidatur und machte Zeitgründe geltend; die Kritik habe ihm den Abschied aber leichter gemacht.
Nachdem DIG-Präsident Robbe 2014 die Bewilligung von 300.000 EUR Bundeszuschüssen erreichen konnte, kam es verbandsintern zu Konflikten, da aufgrund der daran gebundenen Nachweisauflagen
die regionalen Arbeitsgemeinschaften, die den Hauptanteil der DIG-Aktivitäten schulterten, nunmehr bei allen finanzwirksamen Entscheidungen von der Bundesleitung abhängig gewesen wären. Hinzu kam ein Konflikt zwischen Robbe und dem DIG-Schatzmeister Stephan J. Kramer. Außerdem trat im Frühjahr 2015 die langjährige DIG-Geschäftsführerin in den vorzeitigen Ruhestand, so dass das DIG-Mitgliedermagazin ausgerechnet im Jubiläumsjahr 2015 nicht erschien. Zudem sahen unter den lokalen DIG-Repräsentanten „einflussreiche Neider“ eine aufgrund Robbes Vermittlung vom Bund finanzierte Jubiläumsausstellung als „kostspieligen Profilierungsversuch“ ihres Präsidenten, womit man die Chance zur „Vermittlung eines empathisch-differenzierten Israelbildes in der teilweise israelphoben deutschen Öffentlichkeit“ verpasste. 2015 stellte Robbe sein Amt zur Verfügung.
In der Hauptversammlung am 15. November 2015 wurde Königshaus zum Nachfolger gewählt. Knapp ein Jahr später wurde in der Satzung eine vereinsrechtlich zulässige und für die Arbeitsgemeinschaften akzeptable Autonomie der Arbeitsgemeinschaften verankert.

## Haltung zum Krieg in Israel und Gaza seit Oktober 2023
Bezüglich des auf den Terrorangriff der Hamas auf Israel folgenden Krieges in Israel und Gaza seit 2023 nimmt die DIG und ihr Präsident Volker Beck die israelische Regierung gegen Kritik in Schutz und wirbt für Verständnis für die Maßnahmen der israelischen Regierung und der israelischen Streitkräfte im Gazastreifen. Im Mai 2025 sprach sich die Gesellschaft in einer Pressemitteilung gegen einen diskutierten Stopp deutscher Waffenlieferungen an Israel aus, was Präsident Beck auch persönlich bekräftigte. Zur Gefahr einer Hungersnot im monatelang von Hilfslieferungen abgeschnittenen Gazastreifen verlautbarte die DIG ebenfalls im Mai 2025: „Die Situation ist gegenwärtig wohl prekär, aber noch nicht katastrophal.“ Die Schuld für die Nahrungsknappheit liege auch bei der Hamas. Die DIG unterstützt den von der UN und zahlreichen Hilfsorganisationen abgelehnten Plan der US-amerikanischen und israelischen Regierung, die Versorgung der Zivilbevölkerung über die private US-Stiftung Gaza Humanitarian Foundation zu organisieren.